# Microsiphoniella
Microsiphoniella  (лат.) — род тлей из подсемейства Aphidinae (Macrosiphini). Северная Америка.

## Описание
Мелкие насекомые, длина около 2 мм.
Ассоциированы с растениями Anthemideae, Seriphidium, Artemisia, Polystichum. Близок к тлям палеарктического рода Microsiphum, но отличается более длинными досальными волосками.
- Microsiphoniella acophorum (Smith, C.F. & Knowlton, 1938)
- Microsiphoniella artemisiae (Gillette, 1911)
- Microsiphoniella canadensis (Williams, T.A., 1911)
- Microsiphoniella oregonensis (Wilson, H.F., 1915)